# Basia A'Hern
Basia A'Hern (Bristol, 7 dicembre 1989) è un'attrice australiana.

## Biografia
Debutta nel 2001, dodicenne, interpretando il ruolo di Cyntrina nella serie tv Farscape. Nello stesso anno inizia a studiare recitazione ai Keane Kids Studios. Nel 2002 fa una piccola apparizione nel serial Disappearance.
Poco tempo dopo ottiene due rue ruoli importanti, che le permettono di recitare con regolarità all'interno di due telefilm australiani: Don't Blame The Koalas (2002), in cui interpreta Kate King, e The Sleepover Club (2003), nel quale ricopre il ruolo di Lyndsey Collins.
Nel 2002 recita nel film The Pact; ha quindi avuto il ruolo di Rose Hall in 8 episodi della serie Le sorelle McLeod e ha recitato come protagonista nella serie tv australiana Double Trouble.

## Filmografia

### Cinema
- The Pact, regia di Strathford Hamilton (2002)
- Down In Splendor, regia di Christopher Weekes (2007)
- Bitter & Twisted (2008)
- Good As New (2010) cortometraggio
- Bitter & Twisted 2 (2011)

### Serie televisive
- Super Glue and Angel's Wings (2001)
- Flat Chat (2001)
- Farscape (2001)
- Disappearance (2002)
- Lasciate in pace i koala (2002)
- The Sleepover Club (2003-2004)
- Le sorelle McLeod (2004-2007)
- Double Trouble (2007)
- Out of the Blue (2008)